# Ramiro I av Asturien
Ramiro I av Asturien, död 850, var kung av Asturien mellan 842 och 850.